# Older (album)
Older je třetí sólové studiové album britského zpěváka George Michaela, vydané v Evropě 13. května 1996 přes Virgin Records, a ve Spojených státech o den později, přes DreamWorks Records. Z alba vzešlo celkem šest singlů, z nichž všechny dosáhly na první tři pozice v žebříčku UK Singles Chart.
Album mělo velký komerční úspěch; ve Spojeném království debutovalo na 1. pozici s 281 000 prodanými kopiemi, a stalo se jedním z největších debutů v britské historii. Stalo se také Michaelovým nejvíce prodávajícím albem v jeho domovině, dosahující na 1,8 miliónu prodaných kopií.

## Seznam skladeb
Všechny skladby napsal(i) George Michael, pokud není uvedeno jinak. 
| Pořadí         | Název                    | Autor                 | Délka |
| -------------- | ------------------------ | --------------------- | ----- |
| 1.             | Jesus to a Child         |                       | 6:51  |
| 2.             | Fastlove                 |                       | 5:25  |
| 3.             | Older                    |                       | 5:33  |
| 4.             | Spinning the Wheel       | Michael, Jon Douglas  | 6:22  |
| 5.             | It Doesn't Really Matter |                       | 4:50  |
| 6.             | The Strangest Thing      |                       | 6:02  |
| 7.             | To Be Forgiven           |                       | 5:21  |
| 8.             | Move On                  |                       | 4:45  |
| 9.             | Star People              |                       | 5:16  |
| 10.            | You Have Been Loved      | Michael, David Austin | 5:31  |
| 11.            | Free                     |                       | 3:01  |
| Celková délka: | Celková délka:           | Celková délka:        | 58:57 |

| Older & Upper – bonusové skladby | Older & Upper – bonusové skladby        | Older & Upper – bonusové skladby |
| Pořadí                           | Název                                   | Délka                            |
| -------------------------------- | --------------------------------------- | -------------------------------- |
| 1.                               | Fastlove (Part II)                      | 4:56                             |
| 2.                               | Spinning the Wheel (Forthright Edit)    | 4:42                             |
| 3.                               | Star People '97 (Radio Version)         | 5:41                             |
| 4.                               | The Strangest Thing '97 (Radio Version) | 4:41                             |
| 5.                               | You Know That I Want To                 | 4:36                             |
| 6.                               | Safe                                    | 4:24                             |
| Celková délka:                   | Celková délka:                          | 29:00                            |

## Obsazení
- George Michael – zpěv, basová kytara, klávesy, perkuse, programování, aranžmá, producent
- Hugh Burns – kytara
- Danny Jacob – kytara
- Alan Ross – kytara
- John Themis – kytara
- David Austin – klávesy
- Chris Cameron – klávesy
- David Clews – klávesy
- Nick Murdoch – piano
- Jon Douglas – klávesy, producent (2, 4), aranžmá (4)
- Jo Garland – doprovodné vokály
- David Clayton – programování
- Pete Gleadall – programování
- Steve McNichol – programování
- Stuart Brooks – trubka, křídlovka
- John Thirkell – trubka, křídlovka
- Steve Sidwell – trubka
- Chris Davis – saxofon
- Andy Hamilton – saxofon
- Phillip Smith – saxofon
- Fayyaz Virji – pozoun
- Brad Branson – fotografie
- Charlie Brocco – inženýr
- Paul Gomersall – inženýr
- Chris Porter – inženýr
- Ren Swan – inženýr

## Umístění v žebříčcích

### Týdenní
| Žebříček (1996–2017)             | Pozice |
| -------------------------------- | ------ |
| Austrálie (ARIA)                 | 1      |
| Belgie (Ultratop Flandry)        | 3      |
| Belgie (Ultratop Valonsko)       | 2      |
| Česko (ČNS IFPI)                 | 3      |
| Finsko (Suomen virallinen lista) | 3      |
| Francie (SNEP)                   | 2      |
| Německo (Offizielle Top 100)     | 3      |
| Nizozemsko (Album Top 100)       | 1      |
| Nový Zéland (RMNZ)               | 1      |
| Norsko (VG-lista)                | 1      |
| Rakousko (Ö3 Austria)            | 1      |
| Švedsko (Sverigetopplistan)      | 1      |
| Švýcarsko (Schweizer Hitparade)  | 2      |
| UK Albums Chart (OCC)            | 1      |
| Billboard 200                    | 6      |